# Botanophila incrassata
Botanophila incrassata este o specie de muște din genul Botanophila, familia Anthomyiidae. A fost descrisă pentru prima dată de Stein în anul 1920. Conform Catalogue of Life specia Botanophila incrassata nu are subspecii cunoscute.